# Mehmana
Mehmana (in armeno Մեհմանա?, in azero Mehmana, Μεχμανά) è una piccolissima comunità rurale del distretto di Kəlbəcər, in Azerbaigian, fino al 2024 appartenente alla regione di Martakert nella repubblica di Artsakh (fino al 2017 denominata repubblica del Nagorno Karabakh).

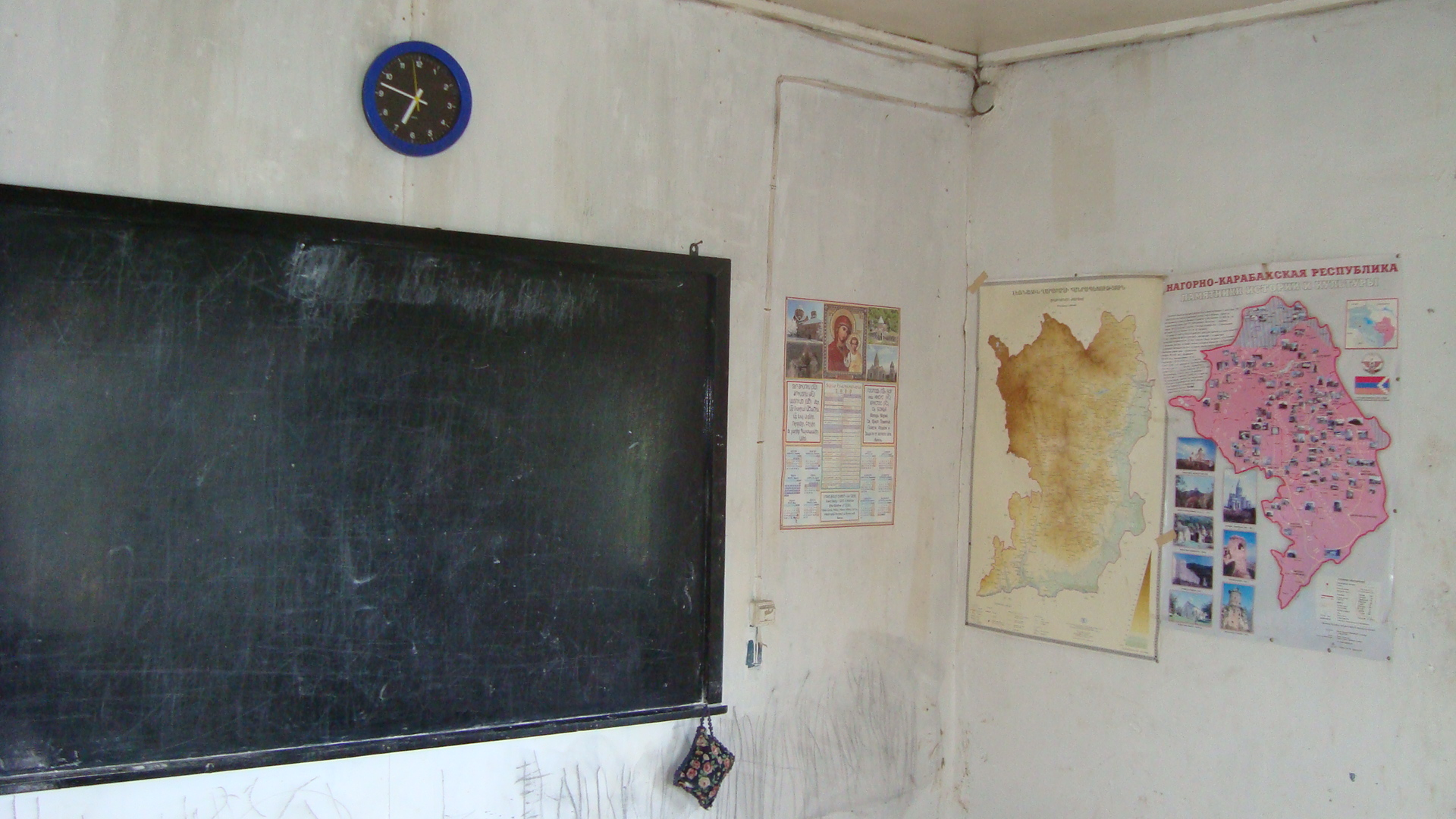
Scuola di Mehmana nel periodo del controllo karabakho.

Il villaggio conta pochissimi abitanti, quasi tutti greci del Ponto emigrati nel XIX secolo o dopo le persecuzioni ottomane nel Ponto. Sorge in zona montuosa, tra fitte foreste, a sud del bacino idrico di Sarsang.